# 285 Kompania Czołgów Zdobycznych
285 Kompania Czołgów Zdobycznych (niem. Beute-Panzer-Kompanie 285) – niemiecki pancerny oddział wojskowy Wehrmachtu okresu II wojny światowej.
Pododdział został sformowany na początku 1942 w Łudze. Liczył 114 żołnierzy pod dowództwem porucznika Spiecka. W skład kompanii wchodziło sześć zdobycznych francuskich czołgów lekkich Hotchkiss H-35 i cztery francuskie samochody pancerne. Kompania weszła w skład 285 Dywizji Bezpieczeństwa generała porucznika Wolfganga von Plotho. Początkowo stacjonowała w Łudze, po czym została przeniesiona w rejon Pskowa. Pełniła zadania ochronne okolicznych mostów. Od maja 1942 oddziałem dowodził porucznik Grunicke. Latem 1943 przetransportowano ją w okolice Opoczki w obwodzie pskowskim. Czołgi wspierały okupacyjne wojska niemieckie w zwalczaniu radzieckiej partyzantki. Na początku lata 1944 kompanię wycofano do wsi Kavastu w Estonii, gdzie wyposażono ją w czołgi średnie Panzerkampfwagen IV. Prawdopodobnie dostała też co najmniej jeden sowiecki czołg T-34. Wkrótce dwa czołgi PzKpfw IV zostały zabrane przez okoliczną jednostkę Waffen-SS. Kompania przeszła nad jezioro Pejpus, gdzie podporządkowano ją 300 Dywizji do Zadań Specjalnych (późnym latem 1944 stała się oddziałem odwodowym Dywizji). Skład osobowy kompanii uzupełnili Estończycy. Następnie skierowano ją do ochrony wybrzeża morskiego. Nowym dowódcą został porucznik Braun. W wyniku ciężkich walk z Armią Czerwoną w rejonie Narwy kompania straciła cały sprzęt pancerny, dlatego jej resztki dołączono do Panzerjäger-Abteilung 187 jako pododdział piechoty. Oddział przeszedł reorganizację, po czym został przeniesiony do Lipawy, zaś pod koniec listopada 1944 do Gdańska. Tam dostał działa pancerne Sturmgeschütz IV. 
1 grudnia 1944 oddział przemianowano na 1281 Kompanię Przeciwpancerną.